# Lázně Velké Losiny
Termální lázně Velké Losiny se nacházejí v obci Velké Losiny na Šumpersku. Lázně patří mezi nejstarší a nejznámější lázně na Moravě. Svou popularitu si také získaly díky léčebným výsledkům sirných termálních pramenů, ale i díky své poloze v podhůří Hrubého Jeseníku. Hlavní budova lázní je zasazena do rozlehlého lázeňského lesoparku se stoletými stromy i jinými dřevinami. Lázně mohou poskytovat své služby více než tří stům pacientům. Lázně patří do řetězce lázeňských hotelů a resortů ROYAL SPA. Do tohoto řetězce spadají i lázeňské hotely a resorty v Luhačovicích, Mariánských Lázní a Ostrožské Nová Vsi.
Lékařská péče o pacienty je pod dohledem specialistů v oborech rehabilitace, neurologie, ortopedie a dermatologie. Procedury v lázních, pomáhají při léčbě široké škály nemocí. Lázně se zaměřují převážně na léčbu pohybového ústrojí, neurologických nemocí, kožních nemocí, oběhového ústrojí a nemocí onkologických.

## Historie lázní

### 16. století
První zmínka o lázních pochází z roku 1562. V této době dal údajně majitel panství Jan mladší ze Žerotína postavit vedle již existující dřevěné lázeňské budovy nový dům k ubytování hostů. V roce 1580 vyšlo významné balneologické dílo Tomáše Jordána z Kluže, ve kterém podává jako první zprávu o léčivosti losinské vody.

### 17. století
Třicetiletá válka a čarodějnické procesy znamenaly pro lázně stagnaci, sloužily jen pro potřeby místních obyvatel a obyvatel z blízkého okolí. Čarodějnické procesy (1678–1692) si ze zaměstnanců lázní vyžádaly dvě oběti, lázeňské, které skončily na hranici.

### 18. století
V roce 1724 nechala manželka Jana Jáchyma ze Žerotína postavit v lázních dřevěnou kapli sv. Kříže, kterou její syn Jan Ludvík přestavěl v roce 1750 na zděnou, přestavěl a zvýšil i kruhovou stavbu lázeňského bazénu, v patře byly hostinské pokoje. Kaple a bazén byly jediné zděné budovy v lázních, ostatní byly ze dřeva.

### 19. století
V roce 1802  prodal Ludvík Antonín (poslední Žerotín) velkolosinské panství Lichtenštejnům. V druhé polovině 19. století nastal velký rozvoj lázní. V roce 1861 ředitelství lichtenštejnského panství koupilo  tírnu lnu v areálu lázní a přestavělo ji na lázeňský ubytovací dům Villa Franziska. V roce 1878 byl postaven bazén jako dvoupatrový šestnáctistěnný dům, v roce 1884 byl postaven dřevěný altán nad studeným pramenem Karel. Roku 1888  byla vytvořena současná koncepce lázeňského parku s importovanými dřevinami na místě podmáčených luk.

### 20. století

#### Začátek 20. století
V roce 1912 začala stavba nového moderního dětského sanatoria Podesní, dnešní Šárka. Autorem projektu je vídeňský architekt Alfred Castelliz. Během první světové války sloužily lázně jako lazaret.

#### 20. léta
Rekonstrukce staré i nové budovy, drobné dostavby, součástí hospodářství lázní se stalo lázeňské zahradnictví. Dne 30. ledna 1930 vypukl požár, který zničil hlavní lázeňskou budovu, sál, restauraci a bazén, shořela i střecha lázeňské kaple
Nový plán rekonstrukce lázní  byl vypracován architektem Alfredem Castellizem, který přestavbě vtiskl osobitou klasicistní podobu s prvky rakouského lidového slohu. Lázně byly znovu vystavěny během jednoho roku a nově byla postavena dětská ozdravovna Dětský dům (dnešní Chaloupka). Rekonstruované lázně byly slavnostně otevřeny 1. května 1931.

#### 50.–80. léta
Po roce 1948 se hlavní náplní lázeňského zařízení stala léčba dětské obrny, pro niž je uvolněna Šárka, která do roku 1948 sloužila jako porodní oddělení šumperské nemocnice. K lázním byly také přičleněny  zkonfiskované vily Gazárka, Brněnka a Marie. Od roku 1954 se v Boženě a Chaloupce léčí nespecifikované onemocnění plic dětí.

## Termální prameny
Sirné termální prameny v lázních Velké Losiny vyvěrají na tektonickém zlomu Keprnické a Desenské klenby. Teplota vody je 36 – 37 °C a odpovídá hloubce jejího tvoření kolem 1000 m. Jedná se o vodu zcela přírodní, prostou, léčivou, minerální, uhličito-sodného typu a mírně radioaktivní. Typický charakter léčivé vody dává losinské vodě také vyšší teplota a zvýšený obsah sirovodíku. Chemicky je tedy losinská voda  cenným typem léčivé vody a je jedinou prostou sirnou termální vodou v Česku.
Velmi zajímavé jsou fyzikálně-chemické vlastnosti pramenů losinské vody v návaznosti na indikační skupiny klientů, kteří se zde léčí. Obsah síry ve vodě (6,37 μg/l) vysoce převyšuje kritérium sirných vod (běžně 1 μg/l). Dvojmocná síra patří navíc k látkám, které se při zevní aplikaci nejlépe vstřebávají kůží a jsou již po 15 minutách prokazatelné v krvi. Rychle oxiduje na šestimocnou a část vstřebané síry je vtažena do aktivního metabolismu, kde má terapeutické účinky – pozitivně ovlivňuje regulaci látkové výměny.
Losinská voda obsahuje sirovodík, který má specifický pach, ale jeho obsah ve vodě je relativně nízký (0,005 mg/l), takže nevyvolává dechové podráždění, nedráždí oční sliznici, což umožňuje koupele i u pacientů s respiračními potížemi.
Příjem vody kůží v minerální koupeli je závislý na výši celkové mineralizace a klesá se stoupající mineralizací. V losinské vodě z rozpuštěných pevných látek převládají hydrouhličitanové (8,5 mg/l) až uhličitanové (50,1 mg/l) a sodné ionty (66,9 mg/l) a vysokého obsahu síranu (26 mg/l) a kyseliny metakřemičité (90,24 mg /l). Poměrně nízká mineralizace losinské vody tak přispívá k dobrému vstřebávání vody kůží a tím i síry. Jelikož je teplota losinské vody 36,6 °C, podle klasifikace se jedná o vodu hypertermickou (tedy teplou), která vede ke zvýšení prokrvení kůže a tím ke zvýšenému vstřebávání aktivních prvků z vody přes svrchní kožní epitel. Vyšší teplota vody přispívá ke zmírnění svalového napětí. Terapeuticky významný je rovněž vysoký obsah fluoridných iontů (5,247 mg/l), které se v kombinaci se sírou významně podílejí na svalových a cévních pochodech a umocňuje analgetický efekt síry. Důkladný rozbor chemického složení a dlouholetá balneologická praxe dokládají, že losinská voda je jedinečná a terapeuticky účinná.

## Vřídla v Termálních lázních Velké Losiny

### Vřídlo Žerotín – A
Patří k nejznámějším přírodním léčivým zdrojům v České republice a je nejbohatším zdrojem sirné vody v Česku. Byl vybudován v letech 1979–1980. Vrt je hluboký 1 001 m a sirné termální vody přijímá v prostředí krystalických hornin masivu Hrubého Jeseníku. Voda je čirá, bezbarvá se zřetelným sirovodíkovým pachem. Celková vydatnost činí cca 17,4 l/s a teplota vody se pohybuje od 35,4 – 36,3 °C. Tato termální voda přispívá k relaxaci svalstva, ohebnosti kloubů, uvolňuje spasticitu končetin, přispívá k posilování svalstva formou plavání a pomáhá termoregulaci. Termální lázně tento pramen využívají ve formě vířivých, perličkových a sirných koupelí a k napájení i venkovního termálního bazénu.

### Vřídlo Dobra – B
Jeho hydraulická situace odpovídá pozici mezi zřídlem Žerotínem a zřídlem Petr. Hydraulické prameny tohoto zdroje nebyly po vybudování zřídla Žerotín a likvidaci průzkumných vrtů dále ověřovány. Vybudován byl v roce 1976, hloubka vrtu 200 m, vydatnost 0,5 l/s, teplota 22 °C, zdroj je tlakově uzavřen.

### Vřídlo Petr – E
Vybudováno bylo v roce 1973, hloubka 150 m, úsek 49, 75 – 150 m je zasypán štěrkem, vydatnost 1,5 l/s, teplota 29 °C; zřídlo je tlakově uzavřeno. Tyto vody jsou bezprostředně ovlivňovány vřídlem Eliška.

### Vřídlo Eliška – F
Představuje původní zdroj termální vody Termálních lázní Velké Losiny. Zatímco do roku 1970 bylo vřídlo Eliška nejvydatnějším zdrojem v celé vřídelní struktuře. Po vyhloubení strukturálních vrtů Petr a zejména Žerotín, klesla jeho vydatnost až pod 0,2 l/s. Nyní má funkci stabilního přírodního odvodnění zřídelní struktury v zóně primárního rozptylu, stabilizuje úroveň hladiny podzemních vod, voda je odváděna do kanalizace. Zřídlo bylo vybudováno v roce 1903, rekonstrukce v roce 1994, teplota 26.5 °C.

### Vřídlo Karel – C
Je tradiční zdrojem studené sirné minerální vody a je geneticky svázáno s termálními sirnými vodami Elišky a Žerotínu. Přírodní pramen sirné vody zde jistě vyvěral již před založením lázeňské tradice Velkých Losiny. V roce 1903 v období významného rozvoje lázeňství byl podchycen studnovou jímkou z hloubky 4 m. Při hydrogeologickém průzkumu sirných vod v roce 1974 ustal prakticky vývěr studených sirných vod, což vedlo k zániku vřídel Karel a Marie Terezie. Proto v roce 1975 byl proveden vrt do hloubky 25 m a oživeno vřídlo Karel. Jeho vydatnost je dnes závislá na stupni využívání zejména vřídla Žerotín. Pitná minerální voda je bohatá na nejrůznější kationty a z nich je v největším množství zastoupen vápník, sodík, hořčík, draslík a železo. Z aniontů jsou to téměř výhradně hydrogenuhličitany a pak sírany. Je studená, čirá, bez barvy, a má sirovodíkový pach bez sedimentu.

### Vřídlo Marie Terezie – D
Po provedených vrtech v roce 1974 prakticky ustal vývěr a tento nebyl obnoven. K fyzické likvidaci zdroje došlo v roce 1993.

## Součásti lázní
V současné době se zde nachází šest lázeňských pavilonů:
1. Lázeňský hotel Eliška – hlavní lázeňská budova. Jsou zde k dispozici veškeré služby pod jednou střechou – kompletně vybavený balneooprovoz, recepce, 2 restaurace, lázeňská kavárna, kaple, tělocvična, konferenční sál, vnitřní termální bazén atd. Hlavní součástí budovy jsou jednolůžkové, dvoulůžkové pokoje a apartmány. Za zmínku stojí také park, který budovu z části obklopuje a z části budova obklopuje jej a je přímo spojen s lázeňským parkem a jednou z hlavních cest k zámku.
2. Lázeňská vila Gazárka – nově zrekonstruovaná lázeňská vila. Nachází se cca 400 metrů od hotelu Eliška za okrajem lázeňského parku. Poskytuje pouze ubytování. Na léčebné procedury i stravování ubytovaní docházejí do hlavního hotelu Eliška.
3. Lázeňská vila Knížecí – administrativní budova a ředitelství termálních lázní Velké Losiny, ale také základní a mateřská škola pro dětské pacienty lázní.
4. Lázeňské sanatorium Šárka – dříve se zde léčily děti postižené obrnou. Nachází se na mírném kopci v odlehlé části lázeňského parku. Po rekonstrukci v roce 2012 nabízí veškeré služby pod jednou střechou pro klienty zdravotních pojišťoven – jednolůžkové a dvoulůžkové pokoje, recepce, ordinace lékaře a sestry, kompletní balneoprovoz, vnitřní termální bazén, tělocvična, klubovna, knihovna, letní terasa atd.
5. Lázeňský dům Chaloupka – nejmladší pavilon, který připomíná perníkovou chaloupku. Obývají jej děti předškolního věku ale i mladší, které do lázní přijíždějí se svým dospělým doprovodem. I tato budova se nachází v lázeňském parku a samozřejmě má své vlastní oplocené dětské hřiště. V Chaloupce se nachází dvoulůžkové pokoje, tělocvična, ošetřovna, jídelna a klubovna. Procedury si její obyvatelé odbývají v Chaloupce, na vybrané procedury i termální bazén docházejí na Elišku.
6. Lázeňský dům Božena – původně tírna lnu, později dětská léčebna pro děti trpící astmatem. Kromě pokojů, ošetřovny a kluboven se zde nacházela i tělocvična, menší tělocvična, posilovna a jídelna s kuchyní. K budově původně patřilo i dětské hřiště. Nyní je lázeňský dům Božena uzavřen a v příštím roce[kdy?] by měl být kompletně zrekonstruován.[zdroj⁠?!]